# 더블 드래곤 (1987년 비디오 게임)
《더블 드래곤》(Double Dragon)은 1987년에 테크노스 저팬으로부터 발매한 아케이드 게임이다.

## 업무용 초대

### 등장 캐릭터

#### 주인공측
빌리 리 (Billy Lee)
1P플레이어 캐릭터. 푸른 옷에 금발의 남자. 가정용판 시리즈에서는 갈색 머리가 되어 있다. 연인인 마리안이 납치된 것 때문에, 일어선다. 이름의 유래는 「사망유희」로 이소룡이 분장하는 주인공 비리 로.
지미 리(Jimmy Lee)
2P플레이어 캐릭터. 붉은 옷에 흑발의 남자. 가정용판 시리즈에서는 금발이 되어 있다. 빌리의 조력을 사 나오지만, 실은 마리안에 반하고 있다.
마리안(Marian)
유괴되어 버린 빌리의 연인. 실은 쌍절권도장의 여자부의 대리 사범이라고 하는, 팔에 기억이 있는 여성. 더블 드래곤II 더 리벤지에서는 시작과 동시에 윌리에게 총살당한다.

#### 블랙 워리어즈
윌리엄스(Williams)
기본 적. 런닝셔츠를 입고 있다.
로퍼(Rowper)
기본 적, 조끼를 입고 있다.
린다(Linda)
레오타드를 입은 여성 졸개 캐릭터. 채찍을 들고 등장하는 경우가 많다. 채찍은 위력이 강하고, 나이프와 같이 1 라이프 줄어 든다. 더블 드래곤II 더 리벤지에서는 모닝스타와 단검, 수류탄을 사용한다. 더블 드래곤II 더 리벤지에서는 스테이지 3의 초반 까지만 등장하며 이후 제프가 린다의 역할을 대신한다. 베타 버전에서는 망사 스타킹을 착용하고 있다.
아보보(Abobo)
덩치 큰 캐릭터. 기본공격 외에도 매치기를 사용한다.
보로(Bolo)
아보보의 흑인버전.
오하라(Ohara)
아보보와 다른 외모는 동일하지만 삭발 상태인 아보보와는 달리 머리카락이 있다. 큰 덩치에 걸맞지 않게 맷집이 약하다.
제프(Jeff)
더블드래곤1에서는 스테이지2의 보스로 등장하지만 더블 드래곤II 더 리벤지에서는 스테이지3 이후의 졸개로 등장한다. 기본적으로 지미, 빌리와 동일한 공격패턴을 갖고 있으며 더블 드래곤II 더 리벤지에서는 수류탄을 사용한다. 더블 드래곤II 더 리벤지에서는 스테이지 3의 중반부터 등장하며 린다를 대신해서 등장한다.
미보보(Mibobo)
아보보의 초록색 버전. 더블드래곤1에서 스테이지 3의 보스로 등장한다.
보르노프(Burnov)
더블 드래곤II 더 리벤지에서 스테이지 1의 보스. 머리끄댕이를 잡고 주먹으로 두들겨 패는 공격을 한다. 죽게 되면 으웨엑하는 비명소리를 내면서 옷만 남기고 사라진다. 2인이 등장할 경우 2인을 모두 쓰러뜨리면 나중에 쓰러진 쪽이 다시 부활한다.
아보레(Abore)
더블 드래곤II 더 리벤지의 스테이지 2의 보스. 지미나 빌리의 두배에 달하는 키를 가진 거인. 자사의 다른 게임인 WWF 슈퍼스타즈의 보스 캐릭터인 앙드레 더 자이언트에 와이셔츠와 긴바지로 복장을 바꾸고 아놀드 슈워제네거의 머리통을 붙인 형태이다. 몸통박치기를 한다. 패턴 자체는 단순하지만 맷집이 엄청나기 때문에 상당히 어렵다.
친(Chin)
더블 드래곤II 더 리벤지의 스테이지 3의 보스. 이소룡처럼 생겼으며, 양손에 든 단검으로 공격한다. 연타공격을 하는데 한방 한방이 라이프 1이 줄어들고 공격을 다 맞으면 라이프 1을 제외한 모든 라이프가 소모된다.
윌리(Willy)
블랙 워리어즈(게임보이 어드밴스판에서는 쉐도우 워리어즈에 개명)의 두목으로 최종 보스. 머신건을 가지고 있고, 이것의 난사 공격은 맞으면 거의 일발 미스가 된다.또, 머신건으로 후려갈기거나 뒤차는 것을 하는 일도 있다.
도플갱어(Dopple Ganger)
더블 드래곤II 더 리벤지의 최종보스. 지미나 빌리와 동일한 공격패턴에 전기장풍과 순간이동을 사용한다.